# Marvel Animation
Marvel Animation – amerykańska firma produkcji animacyjnej. Jest spółką zależną od Marvel Entertainment, włączona 25 stycznia 2008 r. do tworzenia filmów animowanych.

## Produkcje

### Pełnometrażowe filmy animowane
| Rok produkcji | Nazwa                  | Brutto     |
| ------------- | ---------------------- | ---------- |
| 2006          | Ostateczni mściciele   | 6,7 mln $  |
| 2006          | Ostateczni mściciele 2 | 7,8 mln $  |
| 2007          | Niezwyciężony Iron Man | 5,3 mln $  |
| 2007          | Doktor Strange         | 3,9 mln $  |
| 2008          | Mściciele przyszłości  | 3,5 mln $  |
| 2009          | Hulk Vs                | 7,3 mln $  |
| 2010          | Planet Hulk            | 5,4 mln $  |
| 2011          | Thor: Tales of Asgard  | 1,6 mln $  |
| Całość:       | Całość:                | 41,5 mln $ |

### Animowane seriale
| Nazwa                            | Data premiery                                 | Studio                                                                                   | Kanał            | Odcinki |
| -------------------------------- | --------------------------------------------- | ---------------------------------------------------------------------------------------- | ---------------- | ------- |
| Wolverine and the X-Men          | 24 stycznia 2009 (US)                         | Marvel Animation Toonz Entertainment First Serve International Noxxon Entertainment Inc. | Nicktoons (US)   | 26      |
| Iron Man: Armored Adventures     | 19 września 2009 (PL)                         | Marvel Animation Luxanimations Method Animation                                          | Disney XD (PL)   | 52      |
| Super Hero Squad                 | 7 sierpnia 2010 (PL)                          | Marvel Animation Film Roman Ingenious Media                                              | Disney XD (PL)   | 52      |
| Black Panther                    | 16 stycznia 2010 (Australia)                  | Titmouse, Inc.                                                                           | ABC3 (Australia) | 6       |
| Avengers: Potęga i moc           | 20 października 2010 (PL)                     | Marvel Animation Film Roman Ingenious Media                                              | Disney XD (PL)   | 52      |
| Avengers: Zjednoczeni            | 26 maja 2013 (USA) 17 października 2013 (PL)  | Marvel Animation Film Roman                                                              | Disney XD (PL)   | 78      |
| Mega Spider-Man                  | 1 kwietnia 2012 (USA) 19 maja 2012 (PL)       | Marvel Animation Film Roman                                                              | Disney XD (PL)   | 85      |
| Hulk i agenci M.I.A.Z.G.I.       | 11 sierpnia 2013 (USA) 14 listopada 2013 (PL) | Marvel Animation Film Roman                                                              | Disney XD (PL)   | 52      |
| Marvel's Guardians of the Galaxy | 26 września 2015 (USA)                        | Marvel Animation Film Roman                                                              | Disney XD (USA)  | 19      |

### Marvel Anime
| Nazwa                         | Studio   | Data premiery                           | Kanał                 | Odcinków |
| ----------------------------- | -------- | --------------------------------------- | --------------------- | -------- |
| Iron Man (jap. アイアンマン)  | Madhouse | Japonia: 1 października 2010            | Japonia: Animax       | 12       |
| Iron Man (jap. アイアンマン)  | Madhouse | Stany Zjednoczone: 29 lipca 2011        | Stany Zjednoczone: G4 | 12       |
| Iron Man (jap. アイアンマン)  | Madhouse | Polska: AXN Spin                        |                       | 12       |
| Wolverine (jap. ウルヴァリン) | Madhouse | Japonia: 7 stycznia 2011                | Japonia: Animax       | 12       |
| Wolverine (jap. ウルヴァリン) | Madhouse | Stany Zjednoczone: 29 lipca 2011        | Stany Zjednoczone: G4 | 12       |
| X-Men                         | Madhouse | Japonia: 1 kwietnia 2011                | Japonia: Animax       | 12       |
| X-Men                         | Madhouse | Stany Zjednoczone: 21 października 2011 | Stany Zjednoczone: G4 | 12       |
| Blade                         | Madhouse | Japonia: 1 lipca 2011                   | Animax (Japonia)      | 12       |
| Blade                         | Madhouse | Stany Zjednoczone: G4                   |                       | 12       |